# Comité Olímpico da Guiné-Bissau
Das Comité Olímpico da Guiné-Bissau (COGB) ist das Nationale Olympische Komitee der westafrikanischen Republik Guinea-Bissau. Es residiert in der Rua Justino Lopes Nummer 21-A in der Hauptstadt Bissau.
Das COGB ist u. a. Mitglied im Verband der afrikanischen NOK, der ANOCA, und dem Verband der portugiesischsprachigen NOK, der ACOLOP.

## Geschichte
Das Land war portugiesische Kolonie, bis es 1974 unabhängig wurde. Am 12. April 1992 wurde das COGB gegründet, und 1995 wurde es durch das Internationale Olympische Komitee (IOC) anerkannt.
Seit 1996 nahm Guinea-Bissau an allen Olympischen Sommerspielen teil und strebt dort seinen ersten Medaillengewinn an. Zu den Winterspielen entsendete das Land bisher keine Athleten (Stand jeweils 2014).
Das COGB gehörte 2004 zu den Gründungsmitgliedern der ACOLOP, der „Vereinigung der Portugiesischsprachigen Olympischen Komitees“. Seither nahm das Land an allen Jogos da Lusofonia teil, den von der ACOLOP veranstalteten Spielen der Gemeinschaft der Portugiesischsprachigen Länder. Bei den Spielen 2006 gewann Guinea-Bissau eine erste Bronzemedaille, bevor es bei den Spielen 2014 zweimal Gold und einmal Silber erringen konnte.

## Mitglieder
- Federação de Atletismo da Guiné-Bissau (Leichtathletikverband)
- Federação de Basquetebol da Guiné-Bissau (Basketballverband)
- Federação de Boxe da Guiné-Bissau (Boxverband)
- Federação de Canoagem da Guiné-Bissau (Kanusportverband)
- Federação de Futebol da Guiné-Bissau (Fußballverband)
- Federação de Luta da Guiné-Bissau (Ringerverband)
- Federação de Ténis da Guiné-Bissau (Tennisverband)
- Federação de Voleibol da Guiné-Bissau (Volleyballverband)[2]

## Präsidenten
- 1995–2001: José Manuel Vaz Fernandes
- 2001–2013: Augusto Bernardo Viegas
- seit 2013: Sérgio Mané